# Gram (svärd)

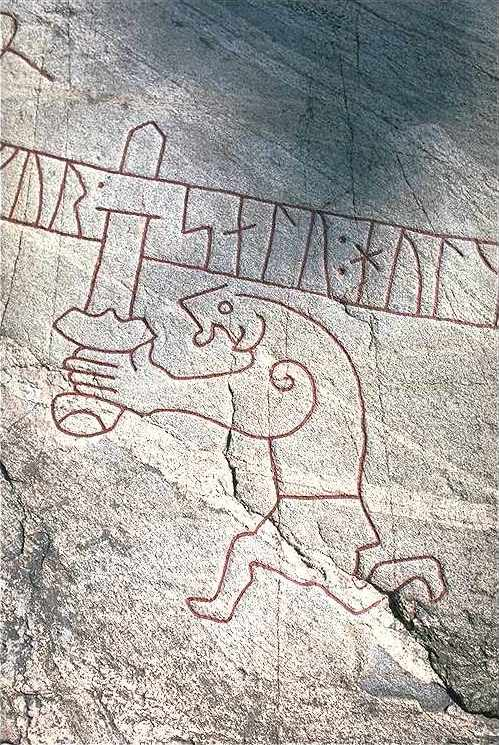
Sigurd som dräper Fafner med Gram på Sigurdsristningen, ristad cirka 1030.

Gram i nordisk mytologi (fornnordiska: Gramr) eller Balmung i den tyska sagokretsen (belagt i Nibelungenlied) är ett magiskt svärd i den forngermanska sagokretsen som Oden gav till Sigmund och som senare dennes son Sigurd Fafnesbane (tyska: Siegfried, medelhögtyska: Sîvrit) använde för att dräpa draken Fafner.
I Völsungasagan slog Oden in svärdet i ett träd där enbart Sigmund kunde lossa det. När Sigmund senare blir besegrad låter Oden krossa svärdet för att förhindra dess ägo i fel händer men skärvorna tas på vara och återsmids för hans son Sigurd. Sagan torde vara besläktat med myten om ”svärdet i stenen” i den brittiska sagokretsen, i vilken det magiska svärdet Excalibur sitter fast i en sten eller ett städ och enbart Englands rättmätige kung kan dra loss det, kung Artur.
Grams återsmide har bland annat även inspirerat till det magiska kungasvärdet Narsil i J.R.R Tolkiens bokserie Sagan om ringen, vilken krossas och sedan smids om.

## Etymologi
Namnet kommer av fornnordiska: gramr (fornsvenska: gramber, nysvenska: gram), vilket betyder ”vred, bister, argsint” med mera och är besläktat med ord som grym (”vredesfylld”), gramse (”förargad”) och gräma (”vålla djup, varaktig sorg”).

## Völsungasagan
Gram smiddes av  Völund. I Völsungasagan slog Oden under förklädnad in svärdet i ett träd och proklamerade att den som drog ut det skulle få det som gåva och därefter aldrig hålla ett bättre svärd. Enbart Sigmund kunde dra ut det. Oden kom småningom att bryta svärdet i bitar, men bitarna behölls för Sigmunds son Sigurd. Dvärgsmeden Regin, fosterfar till Sigurd, kom senare att smida om Gram så Sigurd kunde dräpa draken Fafner. För att testa dess skärpa höggs det mot ett städ, varvid städet klövs.

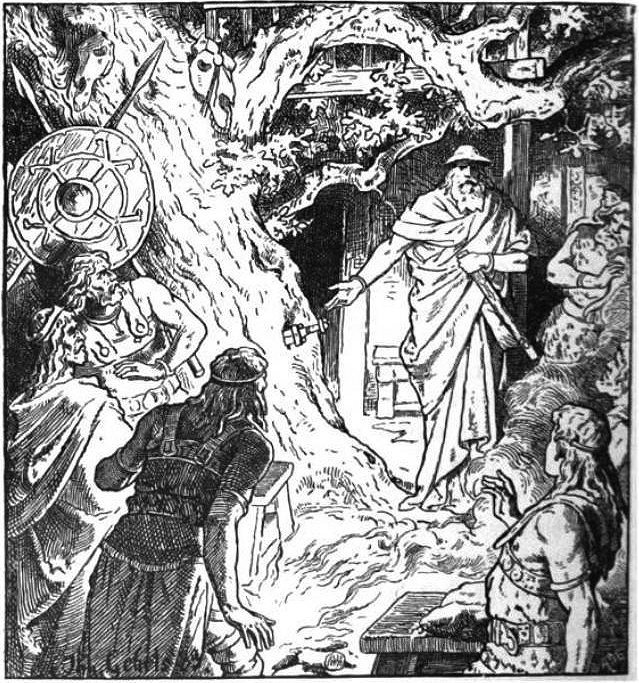
Oden slår in Gram i trädet. Teckning av Johannes Gehrts, 1889.
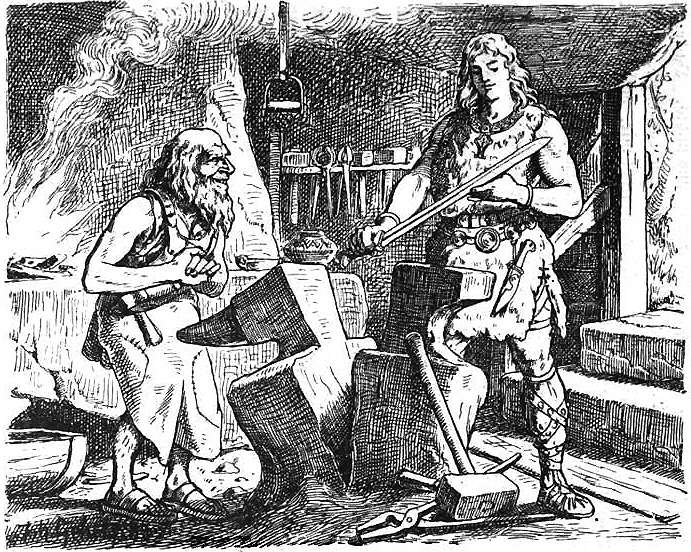
Sigurd prövar svärdet Gram mot ett städ. Teckning av Johannes Gehrts, 1889.